# Tômbola

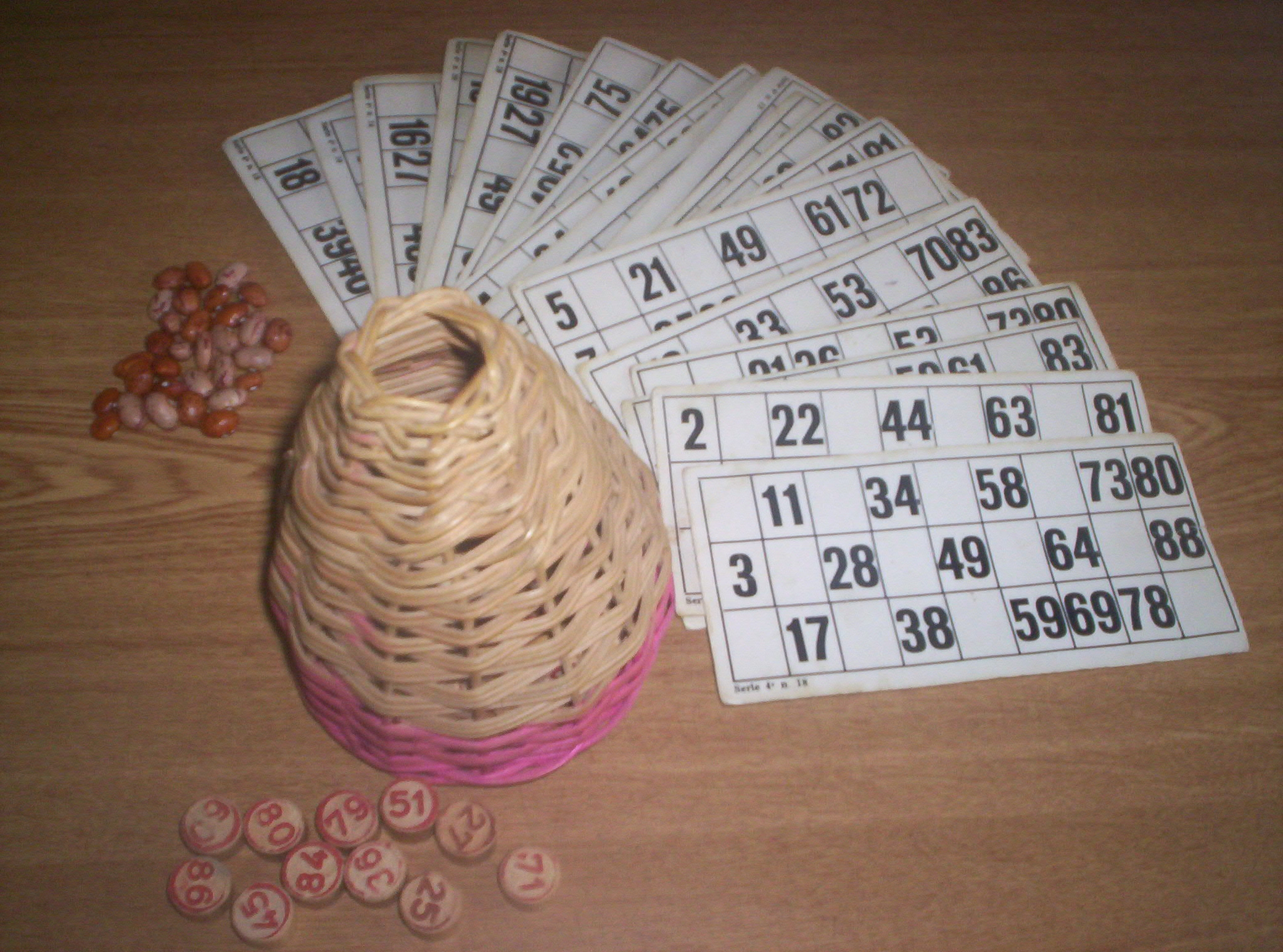
Uma tômbola napolitana clássica.

Tômbola é um jogo de tabuleiro de loteria que se originou no sul da Itália. Uma variação do jogo é uma forma popular de sorteio no Reino Unido e em outros lugares. É considerado um jogo de azar que compartilha muitas características com o bingo europeu. Uma das diferenças está na quantidade de números que tem cada cartela, já que a de tômbola tem 90 números. 
Em algumas línguas, como francês, búlgaro, eslovaco ou tcheco, "Tombola" é uma palavra geral que significa sorteio.

## Origem
Uma tômbola é um jogo de tabuleiro tradicional, jogado pela primeira vez na cidade de Nápoles, no Século XVIII. É semelhante ao jogo de bingo. É tradicionalmente jogado na época do Natal, e os prêmios geralmente são apenas simbólicos.
Segundo a tradição, a tômbola nasceu em 1734 de uma discussão entre o rei Carlos III de Espanha e o padre Gregorio Maria Rocco sobre o jogos de loteria. Carlos III queria que estes jogos fossem legalizados e ficassem sob o controle público, e o padre considerava imoral este tipo de jogo por razões religiosas. O acordo, então, foi encontrado ao proibir o jogo durante as férias de Natal, durante o qual as famílias se organizaram com esta versão em casa, que logo se tornou um costume naqueles dias do ano.
Após a ceia ou almoço de natal, os familiares e amigos se reunem à mesa e, entre uma fatia de panetone e muitas taças de vinho espumante, jogam tombola e se divertem por horas a fio.